# Йоган Альнпек
Йоган (Гануш, Ганс) Альнпек (бл. 1538—1588) — львівський купець німецького походження.часів Речі Посполитої. Засновник роду Алембеків.

## Життєпис
Ймовірно належав до молодшої гілки міського роду нобілів Альнпеків. Його предки та родичі з кінця XV ст. обіймали посади міських радників, бурмістрів та очільників монетного двору міста Фрайбург. На їх гербі було зображено голову орла.
Напевне, був сином Валентина Альнпека і онуком міського радника Ганса (Йогана) Альнпека. Народився у Фрайбургу (Брейзгау) близько 1538 року. Можливо, спочатку діяв разом з братом Зебальдом. Встановив фінансові контакти з німецькими купцями Сілезії, насамперед Бреслау.
У 1567 році слідом за братом Зебальдом перебирається до Львова, де невдовзі отримує міське громадянство. Тоді ж оженився з представницею заможного і впливового роду Шольців. 
Ймовірно, й далі торгував із Сілезією, про що свідчить також хірограф (боргове зобов'язання) від 1575 року Франца Веніга з Бреслау на ім'я Альнпека у розмірі 620 флоринів.
Був доволі освіченою людиною, сприяв освіті своїх синів. Інвентар його майна, складений 1585 року, вказує на любов до розкошів, зброї, науки, мистецтва. У ньому згадані численні географічні мапи, гравюри, 64 олійні картини, багата бібліотека у кількості 93 книг (складалася з німецьких манускриптів на пергаменті, стародруків, книг польських і античних авторів).
Заможний статус Йоган Альнпек зберігав тривалий час, але під кінець життя збанкрутував, залишивши після смерті великі борги. Отож численній родині пощастило, що дім, у якому він жив, належав не йому, а дружині. Помер у 1588 році.

## Родина
- Ян (бл. 1570—1636), бурмистр Львова
- Фридерик (д/н — після 1637), золотар